# Ibn Rāhūya
Abū Yaʿqūb Isḥāq ibn Ibrāhīm ibn Maḫlad ibn Ibrāhīm al-Ḥanẓalī al-Marwazī (arabisch أبو يعقوب إسحاق بن إبراهيم بن مخلد بن إبراهيم الحنظلي المروزي, DMG Abū Yaʿqūb Isḥāq b. Ibrāhīm b. Maḫlad b. Ibrāhīm al-Ḥanẓalī al-Marwazī), bekannt unter dem Namen Ibn Rāḥūya (arabisch ابن رَاهوية, DMG Ibn Rāḥūya; geb. 778 oder 782 in Marw;  gest. 853 in Naisabur) war ein Traditionarier in Chorasan. Er war unter anderem Lehrer von Muslim ibn al-Haddschādsch und Ahmad ibn Hanbal.
Ibn Rāḥūya wurde im Jahre 778 oder 782 der in Marw geboren. Er bereiste den Irak, den Hedschas, Jemen und Syrien, besuchte mehrmals Bagdad und ließ sich schließlich in Naisabur nieder, wo er 853 starb. Spätere Quellen steigern die Anzahl seiner Lehrer fast ins Grenzenlose, zu den wichtigsten gehören jedoch ʿAbdallāh ibn al-Mubārak, und Sufyān ibn ʿUyayna. Als Traditionarier stand er der selbständigen Rechtsfindung innerhalb der islamischen Jurisprudenz, dem Ra'y, ablehnend gegenüber. Über sein außergewöhnliches Gedächtnis zirkulierten zahlreiche Erzählungen. Es wird jedoch berichtet, dass er fünf Monate vor seinem Tod einer Geistesstörung verfiel und dass seine fehlende Kompetenz in weltlichen Dingen im Widerspruch zu seiner gründlichen Kenntnis religiöser Themen stand. Der Fihrist, das große Werkverzeichnis von Ibn an-Nadīm, enthält drei Buchtitel unter seinen Schriften.